# Eleuterije
Eleuterije, papa od oko 174. do oko 189.

## Životopis
Eleuterije se rodio u Nikopolu u Epiru, a u Rim je došao s papom Anicetom te je kao njegov đakon sudjelovao u papinu susretu sa sv. Polikarpom. Za njegova pontifikata vrhunac je dostiglo montanističko krivovjerje, protiv kojega su kršćani bili već napisali barem četiri apologije.
177. započelo je osobitom oštrinom progonstvo u doba Marka Aurelija. Poznati su lionski mučenici Potin i Blandina, a u izvješću o njihovu mučeništvu, kako piše Euzebije Cezarejski, spominjao se i papa Eleuterije. U Rimu je 177. godine podnijela mučeništvo i sveta Cecilija. Iste godine u Rim dolazi i Irenej Lionski, budući lionski biskup, zajedno s nekim biskupima da bi s Eleuterijem raspravio pitanje montanizma. S istim problemom u Rim dolazi i Abercije i Hierapolisa u Frigiji.
Progonstva su prestala tek nakon smrti Marka Aurelija i Komodovim dolaskom na vlast, te se Crkva mogla posvetiti montanističkoj herezi. Često se predbacuje Eleuteriju da nije pravodobno reagirao na ovo krivovjerje, no možda je bila riječ o njegovu taktiziranju, koje ipak nije donijelo ploda. U isto se vrijeme Crkva susretala i s drugim krivovjerjima, posebice s gnosticizmom i marcionstvom.

### Eleuterije i Britanija
"Liber pontificalis" spominje Eleuterijevu prepisku s nekim britanskim kraljem Lucijem, no riječ je o rimskoj a ne o britanskoj tradiciji i vjerojatno nema povijesnog utemeljenja. Naime, u 2. stoljeću rimska vlast u Britaniji bila je toliko ukorijenjena da ondje nije mogao postojati neki mjesni kralj, a nevjerojatnom se čini i mogućnost da je koji niži mjesni vladar tražio tada pomoć od Eleuterija. Istu tradiciju navodi i sv. Beda Časni, prvi engleski crkveni pisac (673. – 735.), no on čini se preuzima tu pripovijest upravo iz zbirke Liber pontificalis.
Postoje, međutim i druga moguća objašnjenja. Harnack pretpostavlja da je došlo do zamjene naziva, te da umjesto Brittanio valja čitati Britio, a riječ je o utvrdi u Edesi, a kralj bi bio Lucije Elije Septim Megas Abgar IX., koji je bio doista kršćanski kralj tadašnje Sirije.
Prema drugoj teoriji, Lucije o kojem je riječ mogao bi biti Lucije Artorije Kasto, koji je upravo u to doba upravljao rimskom vojskom u Britaniji. Prethodno je bio na službi u Palestini i Campaniji, te je ondje mogao upoznati kršćanstvo. Podatke o njemu daju dva natpisa (epigrafi) nađena u Podstrani. Prema tim natpisima, Lucije je nosio naziv dux. Ova je pretpostavka mnogo vjerojatnije od one sirijske, jer bi se teško jedan sirijski vladar tražio pomoć od pape iz Rima. Postoje naznake da je lik ovog Lucija Artorija mogao poslužiti kao temelj za stvaranje kasnije legende o kralju Arthuru.

## Mučeništvo i štovanje
Nema osobitih podataka o Eleuterijevu mučeništvu. Nakon smrti pokopan je u Vatikanu, blizu groba svetog Petra, a spomen mu je 26. svibnja. Rimski martirologij o njemu piše: "U Rimu sveti Eleuterije, papa i mučenik, koji je na kršćansku vjeru obratio mnoge plemenite Rimljane i poslao Damjana i Fugacija u Veliku Britaniju, gdje su krstili kralja Lucija skupa s njegovom ženom i gotovo svim narodom."